# Dave Kryskow
David Roy „Dave“ Kryskow (* 25. Dezember 1951 in Edmonton, Alberta) ist ein ehemaliger kanadischer Eishockeyspieler, der im Verlauf seiner aktiven Karriere zwischen 1969 und 1978 unter anderem 243 Spiele für die Chicago Black Hawks, Washington Capitals, Detroit Red Wings und Atlanta Flames in der National Hockey League (NHL) sowie 125 weitere für die Calgary Cowboys und Winnipeg Jets in der World Hockey Association (WHA) auf der Position des linken Flügelstürmers bestritten hat. In Diensten der Winnipeg Jets feierte Kryskow im Jahr 1978 mit dem Gewinn der Avco World Trophy der WHA seinen größten Karriereerfolg.

## Karriere
Kryskow verbrachte seine Juniorenzeit zwischen 1969 und 1971 in der Western Canada Hockey League (WCHL), wo er zunächst für die Saskatoon Blades auflief, jedoch im Januar 1970 für den Rest der Spielzeit an den Ligakonkurrenten Edmonton Oil Kings ausgeliehen wurde. Dort spielte der Stürmer ab dem Spieljahr 1970/71 fest und gewann mit der Mannschaft am Saisonende den President’s Cup, die Meisterschaftstrophäe der WCHL. Zum Ende seiner Juniorenkarriere bestritt der 19-Jährige mit den Oil Kings den Memorial Cup, ehe er im NHL Amateur Draft 1971 in der zweiten Runde an 26. Stelle von den Chicago Black Hawks aus der National Hockey League (NHL) ausgewählt wurde.
Nachdem der Kanadier zur Saison 1971/72 in die Organisation Chicagos gewechselt war, spielte er zunächst in deren Farmteam Dallas Black Hawks in der Central Hockey League (CHL). Mit den Texanern gewann Kryskow in seiner Rookiesaison den Adams Cup und wurde nach 67 Scorerpunkten in 59 Einsätzen in seinem zweiten Ligajahr ins First All-Star Team berufen. Diese Leistungen bescherten dem Angreifer – nach ersten Einsätzen im November 1972 – ab März 1973 einen festen Platz im NHL-Aufgebot der Chicago Black Hawks. Obwohl er in seiner ersten kompletten NHL-Saison in 79 Einsätzen 19-mal gepunktet hatte, blieb er für den NHL Expansion Draft 1974 von den Black Hawks ungeschützt, sodass er von den neu gegründeten Washington Capitals ausgewählt wurde. Zwar spielte er bei den Capitals weiterhin regelmäßig, wurde jedoch schon im Februar 1975 im Tausch für Jack Lynch zu den Detroit Red Wings transferiert. Die Red Wings machten ihn allerdings nur vier Monate später abermals zum Teil eines Tauschgeschäfts, als sie ihn im Juni 1975 gegen Bryan Hextall junior zu den Atlanta Flames abgaben.
Auch bei den Atlanta Flames verbrachte Kryskow nur eine Saison, ehe er sich im Sommer 1976 entschied, in die zu dieser Zeit mit der NHL in Konkurrenz stehenden World Hockey Association (WHA) zu wechseln. Dort hatten die Calgary Cowboys seine Transferrechte erworben, und so unterzeichnete er nach der Freistellung bei den Atlanta Flames im September 1976 als Free Agent einen Vertrag bei den Cowboys. Die Spielzeit verbrachte er dann sowohl in Calgary als auch bei den Tidewater Sharks aus der Southern Hockey League (SHL). Nachdem allerdings beide Franchises im Verlauf der Saison 1976/77 den Spielbetrieb eingestellt hatten, schloss sich Kryskow im Oktober 1977 den Winnipeg Jets aus der WHA an. Mit den Jets gewann er am Ende der Saison 1977/78 die Avco World Trophy und beendete danach im Alter von 27 Jahren seine Karriere als Aktiver.

## Erfolge und Auszeichnungen
- 1971 President’s-Cup-Gewinn mit den Edmonton Oil Kings
- 1972 Adams-Cup-Gewinn mit den Dallas Black Hawks
- 1973 CHL First All-Star Team
- 1978 Avco-World-Trophy-Gewinn mit den Winnipeg Jets

## Karrierestatistik
(Legende zur Spielerstatistik: Sp oder GP = absolvierte Spiele; T oder G = erzielte Tore; V oder A = erzielte Assists; Pkt oder Pts = erzielte Scorerpunkte; SM oder PIM = erhaltene Strafminuten; +/− = Plus/Minus-Bilanz; PP = erzielte Überzahltore; SH = erzielte Unterzahltore; GW = erzielte Siegtore; 1 Play-downs/Relegation; Kursiv: Statistik nicht vollständig)